# Provinsen Pommern
Provinsen Pommern (tysk: Provinz Pommern) var en provins i Kongeriget Preussen, og derefter i Fristaten Preussen, som eksisterede fra 1815 til 1945. Dens territorium omfattede området Vorpommern vest for floden Oder, og Bagpommern øst for den samme flod. Provinsen grænsede i vest mod Mecklenburg-Schwerin og Mecklenburg-Strelitz, i syd mod Provinsen Brandenburg og i øst mod Vestpreussen.
Provinsens hovedstad var Stettin.
Provinsen havde sin historiske oprindelse i hertugdømmet Pommern (1121–1627) og Svensk Pommern (1630–1815). I 1945 blev provinsens territorie delt mellem delstaten Mecklenburg-Vorpommern i Tyskland og voivodskap Szczecin i Polen.

## Historie
Gennem den Westfalske fred 1648 kom Bagpommern til Brandenburg og Vorpommern blev til Svensk Forpommern. I 1678 lykkedes det den brandenburgske kurfyrste Frederik Vilhelm den Store af Brandenburg-Preussen at erobre hele Svensk Forpommern, dog måtte han på grund af tryk fra Frankrig i Freden i Saint-Germain (1679) give afkald på den overvejende del af de erobrede områder. Efter slutningen af Den Store Nordiske Krig (1700–1721) kom Vorpommern syd for floden Peene til Preussen (Altvorpommern er den del af Vorpommern, der med Stockholm-aftalen kom fra Sverige til Preussen). Ved Europas territoriale nyordning i 1815 blev også den sidste forblevne svenske del af Vorpommern med øen Rügen preussisk (Neuvorpommern). Samtidig fik Pommern kredsene Kreis Dramburg, Kreis Schivelbein og den nordlige del af Kreis Arnswalde med byen Nörenberg (Ińsko).
Ved det sidste demokratiske rigsdagvalg, i marts 1933, opnåede det nationalsocialistiske tyske arbejderparti NSDAP i Pommern mit 56,3 % efter Østpreussen den andenstørste stemmeandel i en valgkreds i Weimarrepublikken.
I marts 1945 blev Bagpommern til området omkring Stettin, foreløbig under polsk overhøjhedsforvaltning, men kom administrativt under den polske stat. Indbyggerne blev fordrevet; det fra 1945 med polakker beboede Bagpommern hører siden 1992 også i følge folkeretten til Polen. Den tilbage blivende del af Vorpommern blev 1945 en del af den sovjetiske besættelszone. Med dannelsen af Mecklenburg-Vorpommern i begyndelsen af juli 1945 sluttede den preussiske provins Pommerns historie. DDR anerkendte diplomatisk den nye grænse til Polen i 1950, Vesttyskland indirekte i 1972 og endelig først med den Deutsch-polnischer Grenzvertrag den 14. november 1990.

## Administrativ inddeling

### Fra 1816 til 1945
I tiden fra 1816 til 1945 var provinsen Pommern i overvejende grad domineret af landbrug, og den territoriale administrative struktur ændrede sig kun lidt. Provinsen var inddelt i tre Regierungsbezirke: Köslin, Stettin og Stralsund.
| Regierungsbezirke          | Areal km² | Areal km² | Indbyggere | Indbyggere | Antal kommuner | Antal kommuner |
| Regierungsbezirke          | 1900      | 1910      | 1900       | 1910       | 1900           | 1910           |
| -------------------------- | --------- | --------- | ---------- | ---------- | -------------- | -------------- |
| Regierungsbezirk Köslin    | 14 030,73 | 14 036,17 | 587 783    | 619 848    | 1 901          | 1 847          |
| Regierungsbezirk Stettin   | 12 078,93 | 12 081,80 | 830 709    | 871 925    | 1 850          | 1 830          |
| Regierungsbezirk Stralsund | 4 010,88  | 4 013,43  | 216 340    | 225 148    | 873            | 869            |
| Sum                        | 30 120,54 | 30 131,40 | 1 634 832  | 1 716 921  | 4 624          | 4 546          |